# Anione TV
Anione TV (애니원) è un canale televisivo via cavo sudcoreano nato nel 2002, specializzato in anime e live action.

## Programmi trasmessi
- SD Gundam Sangokuden Brave Battle Warriors
- Kamen Rider Kabuto
- Kamen Rider W
- Kamen Rider Decade
- Kamen Rider Blade
- Kamen Rider Kiva
- Geisters
- Zatch Bell!
- Fullmetal Alchemist
- Fullmetal Alchemist: Brotherhood
- Bakegyamon
- Bratz
- Ghost in the Shell: Stand Alone Complex
- Gokujō!! Mecha mote iinchō
- Gokujō Seitokai
- Mobile Suit Gundam Jack
- Mobile Suit Gundam SEED
- Mobile Suit Gundam OO
- Nana
- Rumic Theater
- Dr. Slump & Arale
- Doraemon
- Dragon Ball
- Dragon Ball Z
- Dragon Ball Kai
- Digimon Savers
- Digimon Adventure
- Digimon Adventure 02
- Digimon Tamers
- Digimon Frontier
- Digimon Xros Wars
- Love Hina
- Lucky Star
- Mahōtsukai ni taisetsuna koto
- Sexy Commando Gaiden: Sugoi yo!! Masaru-san
- Uchi no sanshimai
- Minami-ke
- Michiko e Hatchin
- Mia and Me
- Mermaid Melody Pichi Pichi Pitch
- Mermaid Melody Pichi Pichi Pitch Pure
- Magica Doremi
- Kenshin samurai vagabondo
- Vandread
- Blue Dragon
- Black Jack
- Future GPX Cyber Formula
- Shaman King
- Ayashi no Ceres
- I Cavalieri dello Zodiaco
- Kindaichi shōnen no jikenbo
- Soul Eater
- Scan2Go
- School Rumble
- Slam Dunk
- Slayers
- Gundam Wing
- Ghost Hound
- Neon Genesis Evangelion
- Eyeshield 21
- Iron Kid
- Alexander - Cronache di guerra di Alessandro il Grande
- Perfect Girl Evolution
- One Piece
- Il grande sogno di Maya
- Yu degli spettri
- Yu-Gi-Oh! (1998)
- Yu-Gi-Oh! (2000)
- Yu-Gi-Oh! 5D's
- Yu-Gi-Oh! GX
- Yu-Gi-Oh! Zexal
- Inuyasha
- Zettai karen children
- Shin Chan
- Sempre più blu
- I cieli di Escaflowne
- Lei, l'arma finale
- Chobits
- Transformers: Prime
- Fairy Tail
- Full Metal Panic!
- Princess Tutu - Magica ballerina
- Pretty Cure
- Pretty Cure Max Heart
- Pretty Cure Splash☆Star
- Yes! Pretty Cure 5
- Yes! Pretty Cure 5 GoGo!
- Fresh Pretty Cure!
- HeartCatch Pretty Cure!
- Card Captor Sakura
- Clannad
- Kuragehime
- Hunter × Hunter
- Saiyuki
- Fruits Basket
- Black Butler
- D•N•Angel
- Read or Die
- XxxHOLiC
- Jūni kokuki
- Winx Club
- Zorro: Generation Z